# Unitate administrativă locală
Unitate administrativă locală (în engleză Local administrative unit (LAU)) definește o unitate administrativă de stat de nivel scăzut, care este mai mică sau subordonată celorlalte unități teritoriale de stat ca regiune, provincie sau stat. Termenul nu este utilizat de toate statele cu acest înțeles. 
În Uniunea Europeană, LAU reprezintă componentele de bază ale regiunilor NUTS (în franceză Nomenclature des unités territoriales statistiques „Nomenclatura a unităților teritoriale statistice“). Acete unități teritoriale sunt definite pentru necesități statistice și nu sunt neapărat și unități teritoriale oficiale ale statelor. 
Pentru fiecare stat membru al UE se prevăd două niveluri pentru Unitățile administrative locale: LAU-1 și LAU-2, care, înainte de iulie 2003, se numeau NUTS-4 și NUTS-5. La unele țări, nu este definit nivelul LAU-1
| Stat           | LAU 1                                                                | LAU 1 | LAU 2                                   | LAU 2   |
| -------------- | -------------------------------------------------------------------- | ----- | --------------------------------------- | ------- |
| Belgia         | -                                                                    | 0     | Gemeente/Commune/Comune                 | 589     |
| Danemarca      | -                                                                    | 0     | Kommune                                 | 98      |
| Germania       | Verwaltungsgemeinschaften                                            | 539   | Gemeinde                                | 13.176  |
| Estonia        | maakonnad                                                            | 15    | Vald, Inn                               | 241     |
| Finlanda       | Seutukunnat / Ekonomiska regioner                                    | 82    | Kunnat / Kommuner                       | 446     |
| Franța         | -                                                                    | 0     | Commune                                 | 36.678  |
| Grecia         | Dimos/Koinotita                                                      | 1.034 | Dimotiko diamerisma/Kinotiko diamerisma | 6.130   |
| Irlanda        | Counties/County Boroughs                                             | 34    | DED/Ward                                | 3.440   |
| Italia         | -                                                                    | 0     | Comune                                  | 8.100   |
| Letonia        | Rajoni, republikas pilsētas                                          | 33    | Pilsētas, novadi, pagasti               | 536     |
| Lituania       | savivaldybė                                                          | 60    | seniūnija                               | 515     |
| Luxemburg      | Cantoane                                                             | 12    | Commune                                 | 118     |
| Malta          | Distretti                                                            | 6     | Kunsilli                                | 68      |
| Olanda         | -                                                                    | 0     | Gemeente                                | 443     |
| Polonia        | Powiaty i miasta na prawach powiatu                                  | 379   | Gminy                                   | 2.478   |
| Portugalia     | Concelhos - Municípios                                               | 308   | Freguesia                               | 3.091   |
| Austria        | -                                                                    | 0     | Gemeinde                                | 2.358   |
| Spania         | -                                                                    | 0     | Municipio                               | 8.108   |
| Suedia         | -                                                                    | 0     | Kommun                                  | 290     |
| Elveția        | -                                                                    | 0     | Gemeinde                                | 2.736   |
| Slovacia       | Okresy                                                               | 79    | Obce                                    | 2.928   |
| Slovenia       | Upravne enote                                                        | 58    | Občine                                  | 193     |
| Cehia          | Okresy                                                               | 77    | Obce                                    | 6.249   |
| Ungaria        | (Statisztikai) kistérségek                                           | 168   | Települések                             | 3.145   |
| Marea Britanie | Lower tier authorities (districts) or individual unitary authorities | 443   | Ward                                    | 10.679  |
| Cipru          | Eparchies                                                            | 6     | Dimoi, koinotites                       | 614     |
| EU-25          |                                                                      | 3.334 |                                         | 110.953 |